# Chalita Suansane
Chalita Suansane (tiếng Thái: ชลิตา ส่วนเสน่ห์, phiên âm: Cha-li-ta Xun-xa-ne, sinh ngày 24 tháng 12 năm 1994) là một diễn viên, người mẫu và hoa hậu người Thái Lan. Ngày 23 tháng 07 năm 2016, cô đăng quang cuộc thi Hoa hậu Hoàn vũ Thái Lan và trở thành đại diện quốc gia tham dự Hoa hậu Hoàn vũ 2016.

## Early life
Chalita được sinh tại tỉnh Nonthaburi, Thái Lan, nhưng chuyển lên tỉnh Samut Prakan lúc còn nhỏ. Bố tên là Soranan Suansane đến từ Yasothon, là nhân viên tài xế công ty. Mẹ tên là Chutikan Suansane, người Thái gốc Đức đến từ Nakhon Si Thammarat, nhân viên King Power's.  Cô hiện tại sống ở Bangkok, Thái Lan và từng là người mẫu đóng quảng cáo
Chalita tốt nghiệp trung học Poolcharoenwittayakom School. Cô từng học khoa Kỹ thuật trường Đại học Mahasarakham nhưng chuyển sang trường Srinakharinwirot University. Năm 2019, cô còn hoạt động đóng phim.

## Tham dự cuộc thi sắc đẹp

### Hoa hậu Hoàn vũ Thái Lan 2016
Chalita "Namtan" Suansane giành chiến thắng trong cuộc thi Hoa hậu Hoàn vũ Thái Lan 2016 diễn ra ở Siam Paragon, Băng Cốc cuối tháng 7. Người đẹp 21 tuổi nhận một triệu baht tiền mặt và trở thành đại diện quốc gia tại cuộc thi vào tháng 1/2017 tại Philippines. Chalita nhận vương miện từ người tiền nhiệm - Hoa hậu Hoàn vũ Thái Lan 2015 Aniporn Chalermburanawong. Đây là lần đầu tiên cô tham gia cuộc thi nhan sắc.

### Hoa hậu Hoàn vũ 2016
Cô đại diện Thái Lan tham dự cuộc thi Hoa hậu Hoàn vũ 2016 tổ chức tại Philippines, cô nhận được nhiều phiếu bình chọn từ khán giả nhất và tiến thẳng vào Top 13, cô xuất sắc vượt qua các phần thi áo tắm, trang phục dạ hội và dừng chân tại Top 6 cũng là thành tích cao thứ nhì cho Thái Lan. Cô cũng là thí sinh đầu tiên của Thái Lan dưới thời IMG xuất sắc tiến sâu tới vòng thi ứng xử và là thí sinh được yêu thích nhất năm 2016.

## Phim tham gia

### Phim truyền hình
| Năm  | Tựa                                           | Vai                                         | Đài       | Đóng với                 |
| ---- | --------------------------------------------- | ------------------------------------------- | --------- | ------------------------ |
| 2018 | Sarb Krasue                                   | Nalin /Sawitranee                           | Channel 8 | Krissada Pornweroj       |
| 2018 | Pah Rak Chang                                 | Dr. Nalin                                   | Channel 5 | Thana Suttikamol         |
| 2019 | Winyarn Pitsawong                             | Yajai                                       | Channel 8 | Khách mời                |
| 2019 | Preng Lap Lae                                 | Prangthip / Pinthip                         | Channel 8 | Krissada Pornweroj       |
| 2019 | Club Friday The Series 11: Ruk Kohok Dối tình | Pig                                         | GMM 25    | Wongsakorn Poramathakorn |
| 2020 | Asorapit Độc xà                               | Kharmyardfa (kiếp trước) / Richa (Hiện tại) | One 31    |                          |
| 2020 | The Secret Cuộc chiến tình yêu                | Mee Mee                                     | LINE TV   | Wongsakorn Poramathakorn |
| 2021 | Tawan Tok Din                                 | Thanthika                                   | Amarin TV | Patchata Nampan          |

### Sitcom
| Năm       | Tựa     | Vai          | Đài    |
| --------- | ------- | ------------ | ------ |
| 2017–2018 | Pen Tor | Nut (Cameos) | ONE 31 |